# Starving
Starving è un singolo della cantante statunitense Hailee Steinfeld e del duo musicale statunitense Grey, pubblicato il 15 luglio 2016.

## Descrizione
Starving, che vede la partecipazione del DJ tedesco Zedd e incluso nella versione giapponese del primo EP di Hailee Steinfeld Haiz, è stato descritto da Stereogum come un brano EDM e pop rock.

## Video musicale
Il video musicale è stato reso disponibile il 27 settembre 2016.

## Tracce
Testi e musiche di Kyle Trewartha, Michael Trewartha, Anastasia Whiteacre, Christopher Petrosino e Robert McCurdy.
Download digitale
1. Starving (feat. Zedd) – 3:01

Download digitale – Acoustic
1. Starving (feat. Zedd) (Acoustic) – 3:01

## Formazione
Musicisti
- Hailee Steinfeld – voce
- Grey – cori, programmazione, arrangiamento vocale
- Anastasia Whiteacre – cori
- Zedd – arrangiamento vocale

Produzione
- Grey – produzione, mastering, missaggio
- Zedd – produzione, missaggio
- Tom Norris – mastering, missaggio
- Ryan Shanahan – registrazione

## Classifiche

### Classifiche settimanali
| Classifica (2016-17) | Posizione massima |
| -------------------- | ----------------- |
| Australia            | 5                 |
| Austria              | 31                |
| Belgio (Fiandre)     | 20                |
| Belgio (Vallonia)    | 43                |
| Canada               | 9                 |
| Danimarca            | 8                 |
| Filippine            | 28                |
| Germania             | 47                |
| Irlanda              | 8                 |
| Italia               | 39                |
| Norvegia             | 11                |
| Nuova Zelanda        | 5                 |
| Paesi Bassi          | 11                |
| Polonia              | 63                |
| Portogallo           | 20                |
| Regno Unito          | 5                 |
| Repubblica Ceca      | 10                |
| Slovacchia           | 20                |
| Spagna               | 75                |
| Stati Uniti          | 12                |
| Svezia               | 15                |
| Svizzera             | 45                |
| Ucraina              | 142               |
| Ungheria             | 20                |

### Classifiche di fine anno
| Classifica (2016) | Posizione |
| ----------------- | --------- |
| Australia         | 36        |
| Canada            | 88        |
| Danimarca         | 82        |
| Nuova Zelanda     | 47        |
| Paesi Bassi       | 72        |
| Regno Unito       | 57        |
| Stati Uniti       | 94        |
| Ungheria          | 54        |
| Classifica (2017) | Posizione |
| Canada            | 80        |
| Stati Uniti       | 82        |